# Ilex myrtifolia
Ilex myrtifolia är en järneksväxtart som beskrevs av Jean-Baptiste de Lamarck. Ilex myrtifolia ingår i släktet järnekar, och familjen järneksväxter. Inga underarter finns listade i Catalogue of Life.

## Bildgalleri

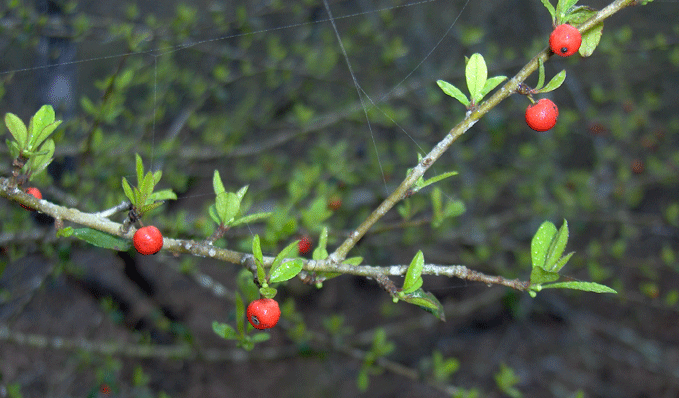